# Хенераль-Альвеар (муниципалитет)
Муниципалитет Хенераль-Альвеар  (исп. Partido de General Alvear) — муниципалитет в Аргентине в составе провинции Буэнос-Айрес.
Территория — 3432 км². Население — 11130 человек. Плотность населения — 3,23 чел./км².
Административный центр — Хенераль-Альвеар.

## География
Департамент расположен в центральной части провинции Буэнос-Айрес.
Департамент граничит:
- на северо-западе — c муниципалитетом 25 Мая
- на северо-востоке — с муниципалитетом Саладильо
- на востоке — с муниципалитетом Лас-Флорес
- на юге — с муниципалитетом Тапальке
- на западе — с муниципалитетом Боливар

## Важнейшие населенные пункты[2]
| № | Населённый пункт | Населённый пункт (исп.) | Категория | Население чел. (2010) | На карте                        |
| - | ---------------- | ----------------------- | --------- | --------------------- | ------------------------------- |
| 1 | Хенераль-Альвеар | General Alvear          | город     | 9812                  | 36°01′20″ ю. ш. 60°00′53″ з. д. |